# Agdistis iranica
Agdistis iranica là một loài bướm đêm thuộc họ Pterophoridae. Nó được tìm thấy ở Iran.
Sải cánh dài 17–20 mm. Cánh trước có màu nâu xám với 4 đốm. Cánh sau màu hơi xám.